# Xylopia xylantha
Xylopia xylantha är en kirimojaväxtart som beskrevs av Robert Elias Fries. Xylopia xylantha ingår i släktet Xylopia och familjen kirimojaväxter. Inga underarter finns listade i Catalogue of Life.